# Walzmühle (Ludwigshafen)

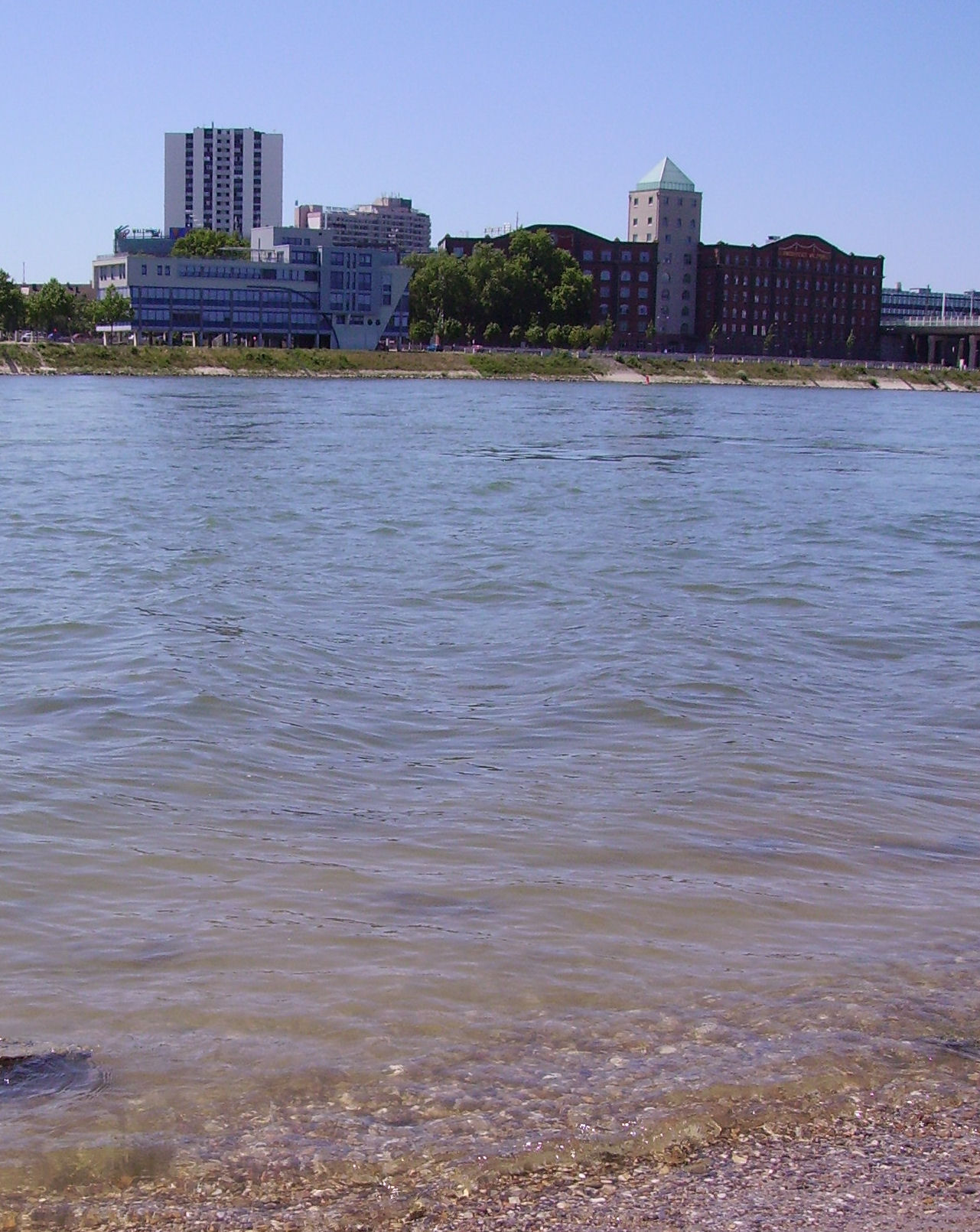
Walzmühle Ludwigshafen am Rhein

Die Walzmühle, am Rhein dicht neben der Eisenbahnbrücke zwischen den Städten Ludwigshafen und Mannheim gelegen, ist ein historisches Mühlenwerk in Ludwigshafen am Rhein, das 1998 zu einem Einkaufszentrum umgebaut wurde und das Rheinufer Süd nach Norden hin begrenzt. Die Bezeichnung Walzmühle kommt von der zur Bauzeit noch neuen Technik, bei der Walzenstühle als Mahlwerk verwendet wurden.

## Geschichte der Walzmühle

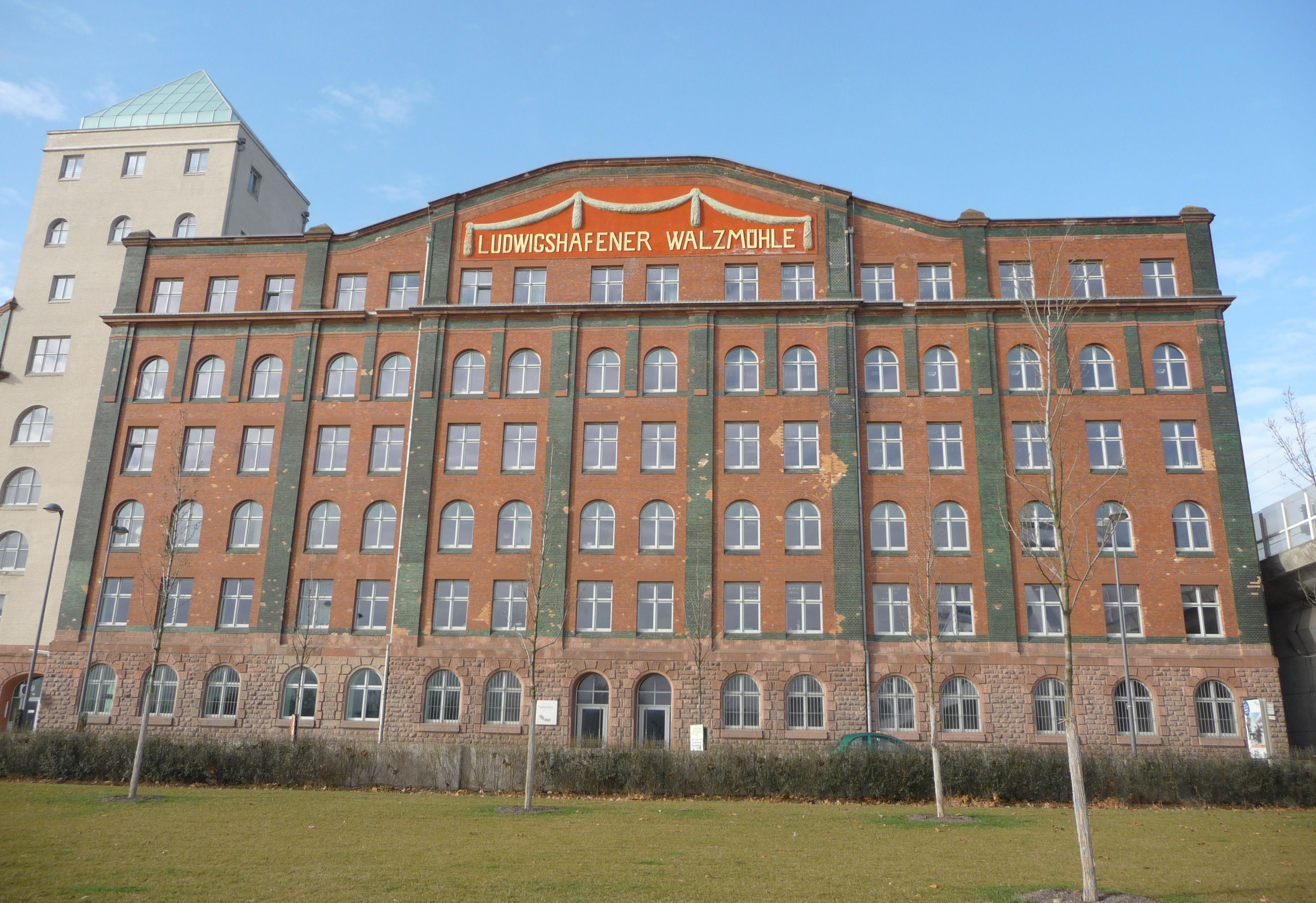
Walzmühle Ludwigshafen

Die Walzmühle wurde im Jahr 1885 von dem Unternehmen Kaufmann, Straus & Co., das in Frankenthal eine kleine Kunstmühle mit Mälzerei betrieb, als Handelsmühle gegründet. Das Unternehmen erwarb zuvor von der Ludwigshafener Maschinenfabrik Gebrüder Sulzer ein großes Areal direkt am Rheinufer, um dort eine Weizenmühle mittlerer Kapazität zu errichten. Bereits 1886 konnte der Betrieb aufgenommen werden. Die Mahlwerke der Mühle wurden von einer Dampfmaschine mit 150 PS angetrieben, wöchentlich konnten 3.000 Zentner Mehl produziert werden. Zur Verminderung der Brandgefahr wurde eine elektrische Beleuchtung installiert.

Die Walzmühle entwickelte sich schnell zu einem der führenden Mühlenwerke im süddeutschen Raum. Eine Steigerung der Produktion war erforderlich, und neben der Vergrößerung der bereits bestehenden Weizenmühle wurde zusätzlich auch eine Roggenmühle angegliedert. Ende 1894 wurde die Ludwigshafener Walzmühle aus dem Unternehmen ausgegliedert und in eine selbständige Aktiengesellschaft mit 1,2 Millionen Mark Aktienkapital umgewandelt. Bis zum Beginn des 20. Jahrhunderts entwickelte sich die Walzmühle zu einer der größten und erfolgreichsten Getreidemühlen in Deutschland. Die Mitarbeiterzahl stieg von 50 Mitarbeitern im Jahr 1895 auf über 200 Mitarbeiter um 1900 und wuchs auch nach der Jahrhundertwende weiter an.

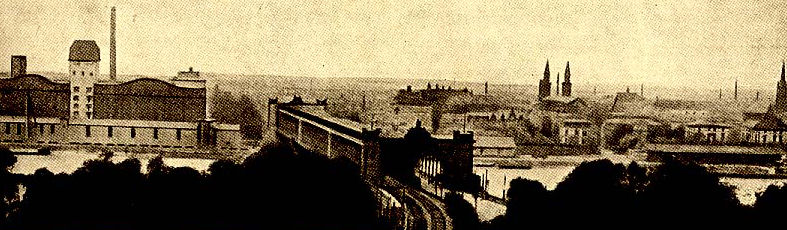
Rheinbrücke mit Walzmühle (links) in den 1920er Jahren

Am 13. November 1905 wurden die Gebäude der Walzmühle durch einen Großbrand – verursacht durch eine Mehlstaubexplosion – größtenteils zerstört. Mit Ausnahme des Silobaus brannten alle Gebäude bis auf die Grundmauern nieder. 1906 wurden die heute noch bestehenden Gebäude nach einem Entwurf des Architekten und Ludwigshafener Bezirksbaumeisters Adolf Lipps wiederaufgebaut, die technische Ausstattung stammte von Amme, Giesecke & Konegen in Braunschweig. Dabei wurden die Schauseiten der exponierten Lage mit Sichtbeziehung zum Mannheimer Schloss entsprechend gestaltet. Kaum ein Jahr nach der Brandkatastrophe konnte der Betrieb mit einem modernen Maschinenpark und einer erweiterten Produktpalette wieder aufgenommen werden.
Durch ihren Standort unmittelbar am Rheinufer und an einer Eisenbahnlinie war die Walzmühle von großer wirtschaftlicher Bedeutung und entwickelte sich zu einer der größten und modernsten Mühlen Europas. Zuletzt gehörte die Walzmühle zum Mühlenkonzern Erling & Co. KG. 1985 erfolgte die Stilllegung der Walzmühle. Die technischen Einrichtungen gingen verloren und der Gebäudekomplex verkam zu einer Industrieruine.
In den 1990er Jahren plante die Stadt Ludwigshafen unter dem damaligen Oberbürgermeister Wolfgang Schulte die städtebauliche Entwicklung der Industriebrache in der südlichen Innenstadt von Ludwigshafen. Die meisten Gebäude auf dem Areal der Walzmühle wurden dafür abgerissen und durch neue Funktionsbauten wie ein Parkhaus ersetzt. Die eindrucksvolle Jugendstilfassade der Walzmühle sowie die ehemalige Direktorenvilla blieben jedoch erhalten. Eine später ebenfalls abgerissene Halle der Walzmühle an der Rheinuferstraße wurde nach der Stilllegung der Walzmühle 1985 vor allem für Techno- und Drum-and-Bass-Partys wie die Time Warp genutzt. Im Jahr 1998 eröffnete ein mit großem finanziellem Aufwand errichtetes Einkaufs- und Kinocenter in der ehemaligen Walzmühle.

## Gestaltung des Gebäudes

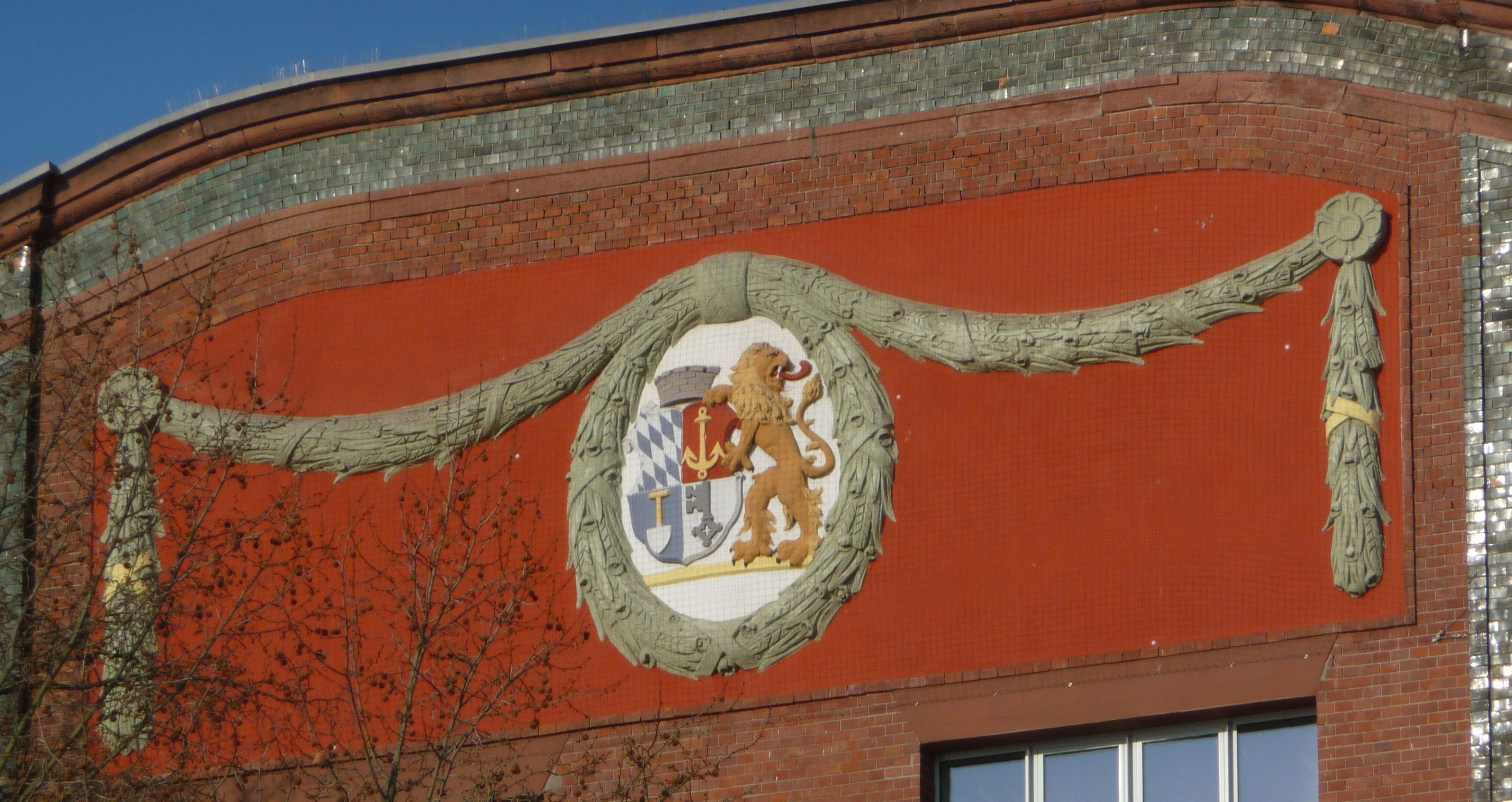
Wappen Walzmühle

Die Walzmühle ist ein sechsgeschossiger Gebäudetrakt mit einer symmetrischen Blendziegelfassade. Die beiden sechsstöckigen Flügel des Gebäudes sind backsteinrot und werden durch grün glasierte Kacheln unterbrochen, die sich an vorgesetzten Säulen befinden und sich über die gesamte Höhe des Gebäudes erstrecken. Die Gebäude schließen an der Oberseite mit Blendgiebeln ab, die mit dem den Schriftzügen Ludwigshafener Walzmühle und dem Stadtwappen von Ludwigshafen verziert sind. Die beiden Gebäudeflügel stehen in einem flachen Winkel zueinander, wobei die beiden Fassaden symmetrisch zueinander aufgebaut sind. Die rechte Seite des Gebäudes, in der sich früher das Mühlengebäude befand, hat 16 Fensterachsen, die linke Seite des Gebäudes, in der sich das Mehlmagazin befand, verfügt über zehn Fensterachsen. Ein neungeschossiger Turmbau, der die beiden Gebäudeflügel miteinander verbindet, überragt die übrigen Gebäudeteile und diente früher als Wasserturm. Der Turm ist heute hell verputzt und wird von einem pyramidenförmigen Dach aus Glas abgeschlossen.

## Heutige Nutzung der Walzmühle

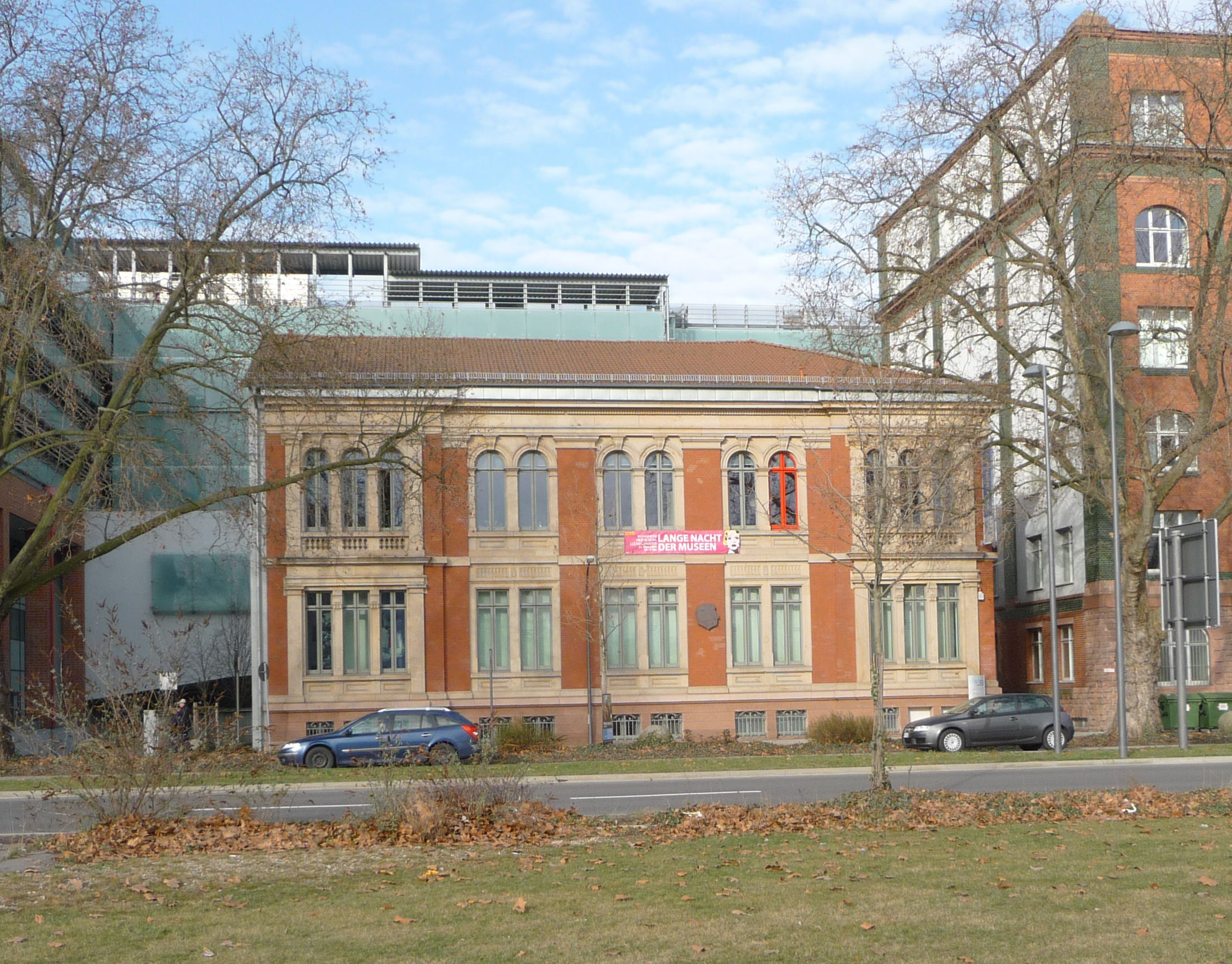
Ernst-Bloch-Zentrum Ludwigshafen

Einen großen Teil des Neubaus der Walzmühle nimmt heute ein fünfgeschossiges Parkhaus ein. Im Erdgeschoss der Walzmühle befindet sich eine Einkaufspassage, die u. a. bis September 2016 eine Filiale der Supermarktkette real beherbergte. Im ersten Obergeschoss betrieb das Unternehmen Cinestar ein Kinocenter. Die Besucherzahlen des 1998 eröffneten Einkaufszentrums blieben insgesamt deutlich hinter den Erwartungen von rund 30.000 Kunden täglich zurück. Im Jahr 2011 stand ein Viertel der etwa 20 Läden mit insgesamt 16.000 m² vermietbarer Fläche leer. Gegen Ende des Jahres 2016 war sogar ein Leerstand von mehr als 50 % der vermietbaren Fläche zu verzeichnen. Heute steht die Einkaufspassage größtenteils leer.
Während der COVID-19-Pandemie befand sich von Januar 2020 bis Mai 2022 das Impfzentrum der Stadt Ludwigshafen in der Walzmühle.
Heute gehört die Walzmühle der Metro-Gruppe.
In der ehemaligen Direktorenvilla der Walzmühle, einem schmucken zweistöckigen Backsteinbau mit üppig dekorierten Fenstern, befindet sich heute das im November 2000 eröffnete Ernst-Bloch-Zentrum in Erinnerung an den in Ludwigshafen geborenen Philosophen Ernst Bloch (1885–1977). Das Zentrum beinhaltet sowohl eine Dauerausstellung, in der das Leben und die zentralen Themen des Philosophen Ernst Bloch dokumentiert werden, sowie ein Archiv mit dessen Nachlass. Im Zukunftsforum des Ernst-Bloch-Zentrums finden regelmäßige Veranstaltungen zu konkret-utopischen Themen der Gesellschaft statt.

## Daten
- Gesamtfläche: 20.000 m²
- Mietfläche: 15.000 m²
- Anzahl der Mieter: 24 Einzelhandelsgeschäfte und Fachmärkte
- Parkplätze: 1.239
- Adresse: Yorckstraße 2, 67061 Ludwigshafen